# Hubert Ingraham
Hubert Alexander Ingraham (nacido el  4 de agosto de 1947 en  Pine Ridge, en la isla de Gran Bahama, en Bahamas) es un expolítico bahamés, fue primer ministro de su país, desde 1992 a 2002, y de nuevo a 2007 a 2012, siendo así el segundo para servir en el cargo. También fue líder del Movimiento Nacional Libre (FNM) hasta 2012 cuando renunció el cargo. Fue Diputado en la Cámara de Asamblea de las Bahamas por más de 40 años, dejando de servir en dicho cuerpo legislativo después de su derrota en 2012 y su retiro de la vida pública. Conocido por su liderazgo decisivo, rígido y estricto, fue muy polarizador durante su vida política en contraposición a su rival, Perry Christie, más calculador y meticuloso.

## Biografía
Ingraham nació el 4 de agosto de 1947 en Pine Ridge, Grand Bahama. Hijo de Jerome Ingraham, un estibador, y de Isabella La-Roda (llamada Cornish de soltera), creció en Coopers Town, Ábaco y comenzó su educación en la escuela pública de Coopers Town. Más tarde asistió a Southern Senior School y al Government High School Evening Institute en Nassau.
Ingraham estudió Derecho en Nassau, fue llamado al Bar de las Bahamas en diciembre de 1972 y finalmente se convirtió en socio principal en el bufete de abogados Christie, Ingraham y Co. Ingresó en política en 1975, cuando fue elegido miembro del Consejo General Nacional del gobernante Partido Liberal Progresista. Anteriormente, fue miembro de la Autoridad de Licencias de Transporte Aéreo y Presidente del Tribunal de Impuestos sobre Bienes Raíces. Después de un breve empleo en los departamentos de contabilidad de Owens-Illinois Sugar Mill Company en Ábaco y The Bahamas Telecommunications Corporation y el Chase Manhattan Bank en Nassau, Ingraham se convirtió en secretario de las Cámaras de McKinney Bancroft y Hughes.

## Trayectoria
Ingraham fue nombrado ministro de Vivienda en el Gabinete de Lynden Pindling. Sin embargo, después de un conflicto con el líder, Lynden Pindling, fue destutido del puesto. Ingraham decidió hacer su salida del PLP, y ganó las siguientes elecciones como candidato independiente. Luego, se hizo miembro del Movimiento Nacional Libre y poco después fue elegido líder. Triunfó en 1992 contra  Pindling y ejerció dos mandatos como primer ministro antes de dejar el liderato del Movimiento Nacional Libre para que alguien más joven asumiera el cargo. Durante sus primeros dos mandatos impulsó políticas y reformas para fortalecer los sectores de inversión y de banca, de lo cual resultó un aumento de bancos offshore y mejoras con la tasa de desempleo. El Movimiento Nacional Libre, con Tommy Turnquest como líder, perdió ante el PLP en 2002, y muchos diputados y representantes del FNM pidieron que Ingraham regresara. Cuando regresó Ingraham como líder del FNM, éste ganó las elecciones de 2007 contra el PLP, pero debido a la Recesión de 2008, la emergencia de un nuevo partido, incertidumbre económica, y el áspero liderazgo de Ingraham, perdieron de nuevo en 2012.